# Championnat d'Azerbaïdjan de football 1997-1998
Navigation
Saison précédente Saison suivante
La saison 1997-1998 du Championnat d'Azerbaïdjan de football était la 7e édition de la première division en Azerbaïdjan. Appelée Top League, elle regroupe 14 clubs azéris regroupés en une poule unique où les équipes s'affrontent deux fois, à domicile et à l'extérieur. À la fin de la saison, le dernier du classement est relégué en D2.

Cette saison, c'est le FK Gandja qui remporte le championnat en terminant en tête du classement, avec 16 points d'avance sur le FK Bakou, un club nouvellement formé et le FK Shamkir. C'est le 3e titre de champion de l'histoire du club, qui réalise le doublé en battant FK Qarabag Agdam en finale de la Coupe d'Azerbaïdjan.

Le club de Khazri Buzovna va abandonner la compétition après la 8e journée, il sera remplacé par l'équipe d'Azerbaïdjan des moins de 18 ans, qui va rejouer les matchs durant la trêve hivernale.
En revanche, deux autres clubs abandonnent plus tard dans la saison, leurs matchs restant à disputer sont perdus sur tapis vert 3-0.

## Les 14 clubs participants
| - FK Neftchi Bakou - Kur Mingechaur - Vilyash Masall - PFK Turan Tovuz - Bakou Fehlesi - FK Gandja - FK Qarabag Agdam | - Khazri Buzovna - FK Shamkir - MOIK Bakou - FK Sumgayit - FK Bakou - FK Garabagh Barda - Bakili Bakou - Promu de D2 |

## Compétition

### Classement
Le barème de points servant à établir le classement se décompose ainsi :
- Victoire : 3 points
- Match nul : 1 point
- Défaite : 0 point

| Rang | Équipe                    | Pts | J  | G  | N | P  | Bp | Bc | Diff |
| ---- | ------------------------- | --- | -- | -- | - | -- | -- | -- | ---- |
| 1    | FK Gandja C               | 70  | 26 | 22 | 4 | 0  | 67 | 10 | +57  |
| 2    | FK Bakou                  | 54  | 26 | 16 | 6 | 4  | 48 | 20 | +28  |
| 3    | FK Shamkir                | 54  | 26 | 15 | 9 | 2  | 44 | 10 | +34  |
| 4    | FK Qarabag Agdam          | 49  | 26 | 14 | 7 | 5  | 43 | 22 | +21  |
| 5    | Bakou Fehlesi             | 49  | 26 | 14 | 7 | 5  | 45 | 28 | +17  |
| 6    | FK Neftchi Bakou T        | 43  | 26 | 13 | 4 | 9  | 43 | 23 | +20  |
| 7    | MOIK Bakou                | 43  | 26 | 12 | 7 | 7  | 39 | 29 | +10  |
| 8    | FK Vilash Masalli         | 35  | 26 | 10 | 5 | 11 | 26 | 38 | -12  |
| 9    | PFK Turan Tovuz           | 31  | 26 | 9  | 4 | 13 | 26 | 45 | -19  |
| 10   | Bakili Bakou P            | 28  | 26 | 8  | 4 | 14 | 35 | 43 | -8   |
| 11   | Kur Nur Mingachevir       | 27  | 26 | 8  | 3 | 15 | 26 | 36 | -10  |
| 12   | FK Sumgayit abandon       | 14  | 26 | 4  | 2 | 20 | 15 | 54 | -39  |
| 13   | Azerbaïdjan U-18          | 9   | 26 | 3  | 0 | 23 | 16 | 60 | -44  |
| 14   | FK Garabagh Barda abandon | 5   | 26 | 1  | 2 | 23 | 10 | 65 | -55  |
| 15   | FK Khazri Buzovna abandon | 3   | 8  | 1  | 0 | 7  | 6  | 25 | -19  |

|  | Qualification pour la Ligue des champions 1998-1999 |
|  | Qualification pour la Coupe des Coupes 1998-1999    |
|  | Qualification pour la Coupe UEFA 1998-1999          |
|  | Qualification pour la Coupe Intertoto 1998          |
|  | Relégation directe en deuxième division             |

## Bilan de la saison
| Championnat d'Azerbaïdjan de football 1997-1998 |                        |
| Champion                                        | FK Gandja (3e titre)   |
| Coupes et trophées                              |                        |
| Vainqueur de la Coupe d'Azerbaïdjan 1997-1998   | FK Gandja              |
| Qualifications continentales                    |                        |
| Ligue des champions 1998-1999                   | FK Gandja              |
| Coupe des Coupes 1998-1999                      | FK Qarabag Agdam       |
| Coupe UEFA 1998-1999                            | FK Bakou               |
| Coupe Intertoto 1998                            | Bakou Fehlesi          |
| Promotions et relégations                       |                        |
| Promus en Top League                            | Shafa Bakou            |
| Promus en Top League                            | FK Shahdag-Samur Qusar |
| Relégués en First League                        | Azerbaïdjan U18        |